# Instituto Histórico e Geográfico de Caxias
O Instituto Histórico e Geográfico de Caxias (IHGC) é uma associação científica e cultural fundada em 12 de dezembro de 2003, em Caxias do Maranhão, que adota a denominação de “Casa de César Marques”, em homenagem ao ilustre historiador caxiense; com a finalidade de promover estudos, pesquisas, debates e, sobretudo, difundir os conhecimentos de história, geografia e ciências afins.
É reconhecido de utilidade pública por leis Municipal e Estadual, e, hoje, situa-se no prédio histórico da antiga Estação Ferroviária local. O IHGC é “uma máquina criativa e um acervo ambulante”, pois não para, não cessa em prol do amor pelo registro histórico e, a cada momento, desenvolve-se uma nova ideia na inspiração de seus membros. Abriga um valioso acervo documental histórico sobre a cidade de Caxias, além de uma biblioteca com obras importantes sobre o Maranhão e o Brasil, representativos da memória coletiva.
Hoje este espaço é referência de pesquisas, por parte de estudantes de ensino fundamental, médio, superior, e da comunidade em geral; não somente da população local, assim como estudantes de outras cidades maranhenses; além de outros estados.